# Chrysophyllum ubangiense
Espèce
Chrysophyllum ubangiense est une espèce d'arbres de la famille des Sapotaceae.

## Systématique
Le nom correct complet (avec auteur) de ce taxon est Chrysophyllum ubangiense (DeWild.) D.J.Harris.
L'espèce a été initialement classée dans le genre Mimusops sous le basionyme Mimusops ubangiensis DeWild..
Chrysophyllum ubangiense a pour synonymes :
- Chrysophyllum belemba DeWild.
- Chrysophyllum claessensii DeWild.
- Chrysophyllum ubanguiense (DeWild.) Govaerts
- Donella ubanguiensis (DeWild.) Aubrév.
- Mimusops ubangiensis DeWild.
- Mimusops ubanguiensis De Wild.